# Christoffer H. Ericsson
Christoffer H. Ericsson, född den 5 mars 1920 i Helsingfors, död den 6 augusti 2009 på samma ort, var en finländsk författare, konst- och sjöhistoriker, son till konstnären Henry Ericsson.
Ericsson arbetade mellan 1948 och 1963 inom sjöfartsnäringen. Mellan 1968 och 1979 var han chef för finländska Arkeologiska kommissionens (senare Museiverket) sjöhistoriska byrå, och från 1979 till 1984 var han biträdande professor i konsthistoria vid Jyväskylä universitet. Hans främsta område som konsthistoriker var antiken, särskilt den romerska senantiken.
Ericsson skrev en mängd arbeten om sjöfart, och skrev också skönlitterärt inom detta område. Bland de mer berömda av hans skönlitterära verk är novellsamlingen Vindslitet (1942). Han publicerade också kulturhistoriska essäböcker såsom Grekernas gyllene väster (1962), Etapper (1975), Strövtåg i Anatoliens Hellas (1994), I skuggan av ett krig (1999) och Tyrrhensk kust (2002). 